# Schnigge Wertpapierhandelsbank
Die Schnigge Capital Markets SE (vormals Schnigge Wertpapierhandelsbank) ist ein ehemaliges Finanzdienstleistungsunternehmen im Bereich des börslichen und außerbörslichen Wertpapierhandels, der Vermögensverwaltung und der Corporate Finance. Als Wertpapierhandelsbank verfügte sie über eine Banklizenz, betrieb jedoch kein Einlagen- oder Kreditgeschäft. Hauptsitz der 1992 gegründeten Gesellschaft ist Frankfurt am Main; daneben besteht eine Niederlassung in Willich (Nordrhein-Westfalen). Schnigge ist  selbst im Regulierten Markt börsennotiert.
Das Unternehmen war neben Valora Effekten einer der beiden deutschen Betreiber von Handelsplattformen für nicht börsennotierte Wertpapiere. In dem als „Telefonhandel“ bezeichneten System waren etwa 100 Aktien, Genussscheine, Anleihen und Zertifikate notiert.

## Geschichte
Die Firma Schnigge wurde 1992 in Düsseldorf gegründet. 1998 erfolgte eine formale Neugründung als Wertpapierhandelsbank unter dem Namen Börsenmakler Schnigge AG. 1999 ging das Unternehmen in Düsseldorf an die Börse.
Ein bis zwei Jahre später platzte die Dotcom-Spekulationsblase; der Aktienmarkt geriet in eine Baisse und die finanzmarktsensitive Schnigge AG in eine wirtschaftliche Schieflage. Ende 2002 wurde sie zahlungsunfähig. Nach vorübergehender Einstellung des Geschäftsbetriebs und einigen schwierigen Jahren stieg 2005 die Stuttgarter DKM Asset Management AG als neuer Hauptaktionär ein, und die Schnigge AG wurde in DKM Wertpapierhandelsbank AG umbenannt. Im Zuge eines weiteren Eigentümerwechsels änderte sich der Firmenname 2007 in Schnigge Wertpapierhandelsbank AG. Das Kerngeschäft des Unternehmens bestand zu dieser Zeit in der Skontroführung für Wertpapiere an den Börsenplätzen Düsseldorf, Hamburg und Frankfurt sowie der Brokerage. Im Corporate-Finance-Geschäft gelang in den folgenden Jahren die Platzierung verschiedener Unternehmensanleihen, was ab 2012 durch eine selbst betriebene Zeichnungsplattform unterstützt wurde.
2016 änderte die Gesellschaft ihre Rechtsform; aus der AG wurde eine Europäische Gesellschaft (SE). Im selben Jahr kam es erneut zu einer vorübergehenden Insolvenz, nachdem sich die Abwicklung eines großen Wertpapierauftrags für einen institutionellen Kunden verzögert hatte. Infolgedessen brach der Großteil des Geschäfts zusammen. Neben der ohnehin zur Disposition stehenden Skontroführung in Düsseldorf ging auch diejenige in Hamburg verloren, ebenso das Handelsgeschäft mit vielen wichtigen Kunden. Erneut wechselte der Eigentümer: Im Rahmen eines Management Buy-out erwarb das Direktoriumsmitglied Florian Weber 92 % der Firmenanteile.
Anfang Januar 2017 meldete das Handelsblatt, Schnigge benötige 1,4 Millionen Euro frisches Eigenkapital und plane die Ausgabe von Anleihen.
Der Unternehmenssitz wurde 2017 von Düsseldorf nach Frankfurt verlegt.
Schnigge ist seit 2013 defizitär und versuchte, das Geschäft „strategisch neu auszurichten“. Nach einer gescheiterten Kapitalerhöhung gab das Unternehmen im August 2018 seine Lizenz für das Betreiben von Bankgeschäften sowie für die Durchführung von Finanzdienstleistungen zurück und stellte die entsprechende Geschäftstätigkeit ein.
Am 11. Oktober 2018 stellte die Bank beim Amtsgericht Frankfurt am Main einen Antrag auf Insolvenz in Eigenverantwortung und soll im Schutzschirmverfahren saniert werden.
Im August 2019 wurde das Unternehmen von der Investmentfirma Seaside Capital GmbH in Hamburg übernommen, will zunächst erlaubnisfreies Geschäft betreiben und strebt mittelfristig die Wiedererlangung einer Erlaubnis zum Betrieb von Bank- und Finanzdienstleistungsgeschäften an.